# François Chamoux
Pour les articles homonymes, voir Chamoux (homonymie).
François Chamoux, né le 4 avril 1915 et mort le 21 octobre 2007, est un helléniste français,  membre de l’Académie des inscriptions et belles-lettres,. C'est une figure intellectuelle d'extrême droite qui a soutenu la guerre d'Algérie et l'OAS,.

## Biographie
Né à Mirecourt au cœur des Vosges, le 4 avril 1915, il est élève de l'École normale supérieure, agrégé de lettres en 1938 et membre de l'École française d'Athènes (1943-1948). Sous-lieutenant d'infanterie pendant la guerre, il reçoit la croix de guerre avec étoile d'argent. En 1952, il est docteur ès lettres et fait ensuite la plus grande partie de sa carrière à Nancy, ainsi qu'à Paris ou il est professeur de littérature et civilisation grecques de 1960 à 1983 à La Sorbonne.
En octobre 1960 il signe avec de nombreux représentants de la droite et de l'extrême droite le Manifeste des intellectuels français pour la résistance à l'abandon ; il assumera plus tard un soutien complet à l'OAS.
En avril 1971, il cosigne l'« appel aux enseignants » lancé par l'Institut d'études occidentales après la démission de Robert Flacelière de la direction de l'École normale supérieure.
De 1974 à 1987, il dirigea  la Revue des études grecques. Il siégea au sein de la commission de l'Académie pendant de nombreuses années. Il fut l'artisan du rapprochement de l'AIBL avec l'Académie de Roumanie qui verra la signature d'une convention en 1994. Il participa à la constitution du fonds Louis Robert. Il participa à différentes commissions de l'Institut et notamment à sa Commission administrative centrale. Il fut aussi président de la Fondation Jacquemart-André.
Parmi ses ouvrages : sa principale thèse sur Cyrène sous la monarchie des Battiades et ceux sur la civilisation grecque à l'époque archaïque et classique et la civilisation hellénistique, et Marc-Antoine. Il dirigea l'édition dans la collection des Universités de France de l'Introduction générale à la Bibliothèque de Diodore de Sicile dont il fut un grand spécialiste.
Il fut l'un des antiquisants français les plus connus à travers le monde et un grand connaisseur de l'art grec,.
Un hommage lui fut rendu par son confrère et ancien élève, l'académicien André Laronde dont il dirigea la thèse et à qui il confia en 1981 la direction de la mission archéologique française d'Appolonia en Cyrénaïque. Son travail sur les recherches archéologiques du pourtour méditerranéen est de la plus grande importance. Il dirigea de nombreuses fouilles en Grèce, à Delphes qui fut le sujet de sa thèse complémentaire L'Aurige de Delphes.

## Décorations
- Commandeur de la Légion d'honneur
- Officier de l'ordre national du Mérite
- Commandeur de l'ordre des Arts et des Lettres (1992) en qualité d'« historien »[11]
- Croix de guerre 1939-1945
- Croix du combattant

## Publications (liste non exhaustive)
- François Chamoux, Cyrène sous la monarchie des Battiades (« Bibliothèque des Écoles françaises d'Athènes et de Rome », 177), Paris, De Boccard, 1953, 480 p., 28 pl. (thèse).
- François Chamoux (préf. Raymond Bloch), La Civilisation grecque de l'époque archaïque et classique, Paris, Arthaud, coll. « Les Grandes Civilisations » (no 2), 1963, 479 p., in-octavo, 229 héliogravures, 8 planches en couleurs, 34 cartes et plans (OCLC 459707008, BNF 32947018), prix Albéric-Rocheron de l'Académie française en 1965
- François Chamoux, La Civilisation hellénistique, Paris, Arthaud, coll. « Les Grandes Civilisations » (no 17), 1981, 1re éd., 630 p. (ISBN 2-7003-0374-1 et 978-2-7003-0374-2, OCLC 300399135, BNF 34666954), prix Charles Blanc de l'Académie française en 1982
- François Chamoux, Marc-Antoine, dernier prince de l'Orient, Paris, Arthaud, 1986.